# Distrito de Sola de Vega
El distrito de Sola de Vega es uno de los 30 distritos que conforman al estado mexicano de Oaxaca y uno de los cuatro en que se divide la región sierra sur. Se conforma de 447 localidades repartidas entre 16 municipios.

## Municipios
| Código INEGI | Municipio                | Cabecera                 |
| ------------ | ------------------------ | ------------------------ |
| 137          | San Francisco Cahuacúa   | San Francisco Cahuacúa   |
| 149          | San Francisco Sola       | San Francisco Sola       |
| 155          | San Ildefonso Sola       | San Ildefonso Sola       |
| 158          | San Jacinto Tlacotepec   | San Jacinto Tlacotepec   |
| 229          | San Lorenzo Texmelucan   | San Lorenzo Texmelúcan   |
| 277          | Villa Sola de Vega       | Villa Sola de Vega       |
| 386          | Santa Cruz Zenzontepec   | Santa Cruz Zenzontepec   |
| 420          | Santa María Lachixío     | Santa María Lachixío     |
| 429          | Santa María Sola         | Santa María Sola         |
| 448          | Santa María Zaniza       | Santa María Zaniza       |
| 450          | Santiago Amoltepec       | Santiago Amoltepec       |
| 477          | Santiago Minas           | Santiago Minas           |
| 491          | Santiago Textitlán       | Santiago Textitlán       |
| 516          | Santo Domingo Teojomulco | Santo Domingo Teojomulco |
| 535          | San Vicente Lachixío     | San Vicente Lachixío     |
| 566          | San Mateo Yucutindoo     | San Mateo Yucutindoo     |

## Demografía
En el distrito habitan 79 284 personas, que representan el 2.09% de la población del estado. De ellos 30 685 dominan alguna lengua indígena.